# المانتيكور (رواية)
المانتيكور (بالإنجليزية: The Manticore)‏ هي ثاني رواية في ثلاثية ديبتفورد للكاتب الكندي روبرتسون ديفيز، نشرت عام 1972، عن دار نشر ماكميلان في كندا.

## روابط خارجية
- المانتيكور على موقع الموسوعة البريطانية (الإنجليزية)